# L'Autrichienne
Pour plus de détails, voir Fiche technique et Distribution.
L'Autrichienne est un film de procès français réalisé par Pierre Granier-Deferre, sorti en 1989. Le film évoque les derniers jours de Marie-Antoinette d'Autriche interprétée par Ute Lemper, de son procès à son exécution. Il fut tourné lors des célébrations du bicentenaire de la Révolution française. Sur un scénario d'Alain Decaux et d'André Castelot reposant sur les minutes du procès de la reine, L'Autrichienne est en grande partie un huis clos (scènes du procès, et à la Conciergerie), ponctué de séquences en flash-back.

## Synopsis
Les derniers jours de Marie-Antoinette d'Autriche, de son procès à son exécution...

## Fiche technique
- Titre original : L'Autrichienne
- Réalisation : Pierre Granier-Deferre
- Scénario : Alain Decaux et André Castelot
- Décors : Jacques Saulnier
- Costumes : Liliane Delers
- Photographie : Pascal Lebègue
- Son : Alix Comte
- Montage : Jean Ravel
- Musique : Didier Vasseur
- Production déléguée : Raymond Danon
- Sociétés de production : Danon Audiovisuel, Lira Films, Paradise Productions
- Société de distribution : Neuf de Cœur Productions
- Pays de production :  France
- Langue originale : français
- Format : couleur — 35 mm —  son Stéréo
- Genre : Historique, biopic et drame
- Durée : 98 minutes
- Date de sortie : 
  - France : 19 septembre 1990

## Distribution
- Ute Lemper : Marie-Antoinette
- Patrick Chesnais : Martial Joseph Armand Herman
- Daniel Mesguich : Fouquier-Tinville
- Philippe Leroy : Charles Henri d'Estaing
- Rufus : L'abbé Girard
- Pierre Clémenti : Jacques-René Hébert
- Frédéric van den Driessche : Claude François Chauveau-Lagarde
- Christian Charmetant : Tronson-Ducoudray
- Catherine Erhardy : Duchesse de Polignac
- Géraldine Danon : Rosalie
- Isabelle Nanty : Reine Millot
- Christian Bouillette : Larivière
- Christophe Brault : lieutenant de Busne
- Jean-Pol Dubois : Fabricius
- Simon Eine : Lecointre
- Michel Favory : Valaze
- Bernard Freyd : Bailly
- Vincent Grass : Roussillon
- Fred Herbault : Jean Frédéric de La Tour du Pin Gouvernet
- Paul Le Person : Antoine Simon